# Samantha Fox
Pour les articles homonymes, voir Fox.
 (janvier 2015).
Si vous disposez d'ouvrages ou d'articles de référence ou si vous connaissez des sites web de qualité traitant du thème abordé ici, merci de compléter l'article en donnant les références utiles à sa vérifiabilité et en les liant à la section « Notes et références ».
Samantha Fox, née le 15 avril 1966 à Mile End (Londres), est une mannequin, chanteuse et actrice britannique ayant connu son heure de gloire internationale dans les années 1980. Essentiellement connue dans le monde entier pour sa carrière de chanteuse, elle a vendu plus de 35 millions de disques en seulement trois albums.

## Biographie

### Jeunesse
Samantha Karen Fox naît le 15 avril 1966. Elle est l'aînée des enfants de John Patrick Fox, constructeur, et de Carole Ann Wilken, actrice et ancienne danseuse de l'émission de musique pop des années 1960 Ready Steady Go!,. Elle grandit à Crouch End, dans le nord de Londres, décrivant plus tard son milieu comme « une famille de marchands de la classe ouvrière ».
Elle s'intéresse au théâtre dès son plus jeune âge, fréquentant l'Anna Scher Theatre School (en) dès l'âge de cinq ans, puis la Mountview Theatre School. Elle fréquente également l'école catholique St Thomas More, à Wood Green (en). Elle forme son premier groupe pop à l'âge de 14 ans et signe son premier contrat avec Lamborghini Records à l'âge de 15 ans.

### La «Page-three girl»
Issue d'une modeste famille londonienne, Samantha Fox termine deuxième d'une compétition de photographies de seins nus. Elle décroche ainsi à l'âge de 16 ans (1983) un contrat pour poser en qualité de pin-up pour le tabloïd The Sun. Elle y incarnera pendant trois ans la « Page-three girl », une « institution » au Royaume-Uni. À cette époque, elle est la troisième femme la plus photographiée d'Angleterre après Lady Di et Margaret Thatcher. 
Elle pose également pour le magazine Playboy en 1996 et devient, par la même occasion, la marraine du magazine.
Encore à ce jour, Samantha Fox est considérée comme l'une des plus grandes « models » d'Angleterre de ces trois dernières décennies. En 2008, à la suite d'un vote des lecteurs du Daily Star, elle est classée comme étant la meilleure « Page-three girl » de tous les temps. Selon un autre sondage britannique de 2010, par le biais d'une des plus grandes agences de cosmétiques d'Angleterre, Samantha Fox fait également partie des dix femmes de plus de 40 ans n'ayant jamais eu recours à la chirurgie esthétique, et étant les plus belles du Royaume-Uni.

### La princesse de la pop anglo-saxonne
Elle commence sa carrière de chanteuse pop en 1983 sous le nom S.F.X. avec le single "Rockin With My Radio" (Reprise du tube de 1981 de Lesley Jayne) édité par Lamborghini Records et produit par Ian Gillan Band et Ray Fenwick. Suivra un second single en 1984, "Aim to Win", pour la première fois sous le nom de Samantha Fox. Le succès reste confidentiel et limité au Royaume-Uni. Il faudra attendre l'année 1986 pour que Samantha Fox se fasse connaître dans le monde entier grâce à ses talents de chanteuse. C'est également pour cette raison qu'elle décide d'arrêter définitivement le mannequinat au profit de la chanson et ainsi étendre sa popularité à l'étranger. Seulement les médias ne manquent pas d'utiliser les photographies de Samantha Fox seins nus pour illustrer les articles et les critiques de ses albums musicaux. Il est alors très difficile pour Samantha Fox d'être prise au sérieux et de s'imposer dans le monde musical. Cependant, elle réussira avec brio en travaillant avec les plus grands producteurs de l'époque et en signant avec l'une des plus prestigieuses maisons de disques : Jive Records.  
Elle commence ainsi une carrière de chanteuse pop en 1986 avec le single Touch Me, une chanson qui, à la surprise générale, grimpe jusqu'à la troisième place des charts anglais et français (est no 1 dans 17 pays). Un rythme de danse, une mélodie accrocheuse et, par-dessus tout, des paroles suggestives : la jeune Samantha et son staff (à commencer par ses parents promus managers) viennent de trouver le filon. Touch Me est alors le premier de plusieurs hits en Europe dans les années 1980, suivront Do Ya Do Ya (Wanna Please Me), Nothing's Gonna Stop Me Now (no 1 dans 15 pays), I Only Wanna Be with You, I Surrender (To The Spirit Of The Night), True Devotion dont certains furent écrits produits et arrangés par le trio légendaire Stock Aitken Waterman.
Les États-Unis, à leur tour, succombent aux charmes de Samantha Fox. L'album Touch Me y est même certifié disque de platine tandis que la chanson-titre y est numéro 4. Idem pour le second album intitulé tout simplement Samantha Fox en 1987, dont sont extraits les hits Naughty Girls (Need Love Too) (no 3) au Billboard 100 US singles) et Nothing's Gonna Stop Me Now. Le 3e opus I Wanna Have Some Fun l'année suivante connaît à nouveau un certain succès aux États-Unis avec des tubes comme I Only Wanna Be with You (no 31 au Billboard 100 US singles), I Wanna Have Some Fun (no 8 au Billboard 100 US singles), Love House… Elle deviendra la plus jeune chanteuse anglaise ayant classé 3 "top ten" dans le Billboard américain.
À la suite de l'échec commercial du 4e album, intitulé Just One Night, en 1991, Samantha Fox décide de quitter sa maison de disques Jive Records. Cette compagnie l'avait fait connaître du monde entier et cela depuis le début de sa carrière de chanteuse. En effet, à ce moment précis, Samantha Fox est alors très connue dans le monde (35 millions d'albums ont été vendus en seulement trois disques) et de nombreux producteurs et maisons de disques souhaitent travailler avec elle. Samantha Fox le sait, elle décide donc de rompre son contrat avec Jive Records prétextant également que cette maison de disques était responsable du fiasco de l'album Just One Night aux États-Unis. En 1992, un Greatest Hits incluant 18 titres dont 2 inédits coïncidera avec son départ de sa maison de disques.
Aussi, la carrière de Samantha Fox se transforme en cauchemar quand elle découvre que son père (qui était également son manager) lui a dérobé toute sa fortune. Elle est alors déroutée et vit un enfer en traînant son père devant les tribunaux. C'est un procès de plusieurs années qui divisera la famille Fox en plusieurs clans. Ses titres disparaîtront complètement des charts. La chanteuse se retrouve complètement ruinée et s'exilera en Espagne afin d'échapper au fisc.

### Une icône sexy
Malgré les aléas, Samantha Fox décide de revenir à la musique. En 1995, elle sort un nouveau single intitulé Go For The Heart qui connaît un joli succès d'estime dans les pays germaniques et en Europe du Nord. Mais c'est le Girls Power des Spice Girls à la fin des années 1990 qui motive vraiment Samantha à revenir sur le devant de la scène après 6 ans de retraite. En 1997, après un premier single résolument dance intitulé Let Me Be Free, le nouvel album 21st Century Sam Fox ne connaît pas le succès escompté mais bénéficie, malgré tout, d'une distribution internationale en Europe, aux États-Unis et au Japon.
En 1998, Samantha Fox signe un contrat avec la maison de disques All Around The World et enregistre le titre Santa Maria en collaboration avec DJ Milano. Le single connaît un beau succès en Angleterre et permet même à Samantha Fox de revenir dans le Top 40 britannique des singles (31e position) et cela sans aucune promotion. Il se classe même directement à la première place des charts en Autriche. Par la même occasion, elle s'essaie au cinéma en faisant quelques apparitions dans des films sans grande envergure. Elle préfère dès lors ne pas insister et se concentrer sur sa carrière de chanteuse.
En 2001, la compilation Watching Me, Watching You propose les singles sortis durant les années 1995-2001. En France, cette compilation est présentée comme un nouvel album du fait que la plupart des singles sortis à cette époque n'étaient pas ou peu diffusés dans le pays. La compilation est accompagnée d'un DVD.

### Un retour difficile
Alors que Samantha Fox semble connaître un regain d'intérêt auprès des majors du disque, la mort de son père en l'an 2000 l'affecte beaucoup. De nouveau, la chanteuse met en attente sa carrière. Par ailleurs, son mal-être vis-à-vis de son homosexualité n'arrange pas la situation car il lui est difficile de révéler publiquement son amour pour une femme. Elle veut alors définitivement arrêter sa carrière. Pourtant, elle rencontre Myra Stratton, sa nouvelle manageuse, avec qui elle vit une histoire d'amour (elles se fiancent en 2009). Elle décide alors de repartir depuis le commencement.
En août 2004, elle chante une nouvelle version de Touch Me avec le musicien Günther. Le single connaît le succès en Suède où il se classe directement no 1 pendant plusieurs semaines, no 8 en Norvège, no 13 en Finlande et no 18 au Top 100 Europe.
Son dernier album, Angel with an Attitude est sorti en novembre 2005 au Canada puis réédité en 2007 en Australie avec un titre bonus. La réalisation de l'album est signée Joe Barrucco. Une promotion inexistante et un premier single avorté couleront le succès potentiel de l'album, ce malgré de bonnes critiques. Il faudra attendre 2009, quatre ans après sa sortie au Canada, pour se procurer l'album en Europe et en téléchargement uniquement.
Malgré tout, et sans connaître le succès d'antan, Samantha Fox devient à nouveau très active. Elle travaille avec de nombreux DJ. Elle signe notamment avec Superchumbo qui connaît un engouement dans les clubs américains. Puis avec Solar City qui remixe le tube Naughty Girls entièrement rechanté par elle-même. En 2007, elle rencontre Santiago Cortes, un DJ réputé avec qui elle remixe à nouveau son titre phare Touch Me. Fox devient ainsi une figure emblématique de la scène house expérimentale. Elle travaille également avec 4 Strings, Mike Bordes (USA - Music Choice Satellite Network), John Dahlbäck, City Zen, Punch Exciter, SleazeSisters, Zante Dilemma, Paul Deighton (Ministry of Sound Houssexy Resident), Marc Mysterio, Lee Kalt (Erick Morillo's Subliminal label), Js16, Dave Early…
En février 2009, par le biais de son site officiel, elle annonce la création du label Fox Records. En décembre 2009, Sony Music (UK) édite un nouveau Greatest Hits pour le marché anglais incluant des titres et des remixes inédits. Un nouveau single intitulé Tomorrow accompagne ce Best Of.
Le 15 novembre 2009 elle fait partie du casting de la saison 9 de l'émission de téléréalité I'm a Celebrity... Get Me Out of Here! au Royaume-Uni. Elle est notamment en compétition avec Katie Price, Kim Woodburn, Joe Bugner, Jimmy White, Sabrina Washington ou encore l'acteur Hollywoodien George Hamilton. Elle sera éliminée le jour 14.
En février 2010, Samantha Fox fait l'ouverture des Brit Awards 2010, l'une des cérémonies musicales les plus prestigieuses de Grande-Bretagne. Elle fera également la voix-off pendant toute la durée du show. En juin 2010, elle sort deux nouveaux singles : Call Me (de Blondie) en duo avec la chanteuse italienne Sabrina Salerno, et Forever avec 4 Strings.
De février à mai 2012, Samantha Fox participe au RFM Party Tour en France. En juillet 2012, les 4 premiers albums (Touch Me, Samantha Fox, I Wanna Have Some Fun et Just One Night sont réédités et remastérisés en double CD incluant 28 bonus chacun dont des titres et des remixes jamais sortis sur le marché. Les albums 21st Century Fox et Angel With an Attitude seront également remastérisés avec des titres bonus mais ils seront distribués en version limitée.
Le 2 août 2015, sa compagne Myra Stratton meurt des suites d'un cancer.
Durant l'été 2016 elle participe à la 18e saison de l'émission de télé réalité Celebrity Big Brother (Elle est éliminée le 27e jour, soit trois jours avant la finale). Elle y chante l'un de ses succès, Touch Me (I Want Your Body). Devant l'engouement du public pour ce titre, une nouvelle version intitulée Touch Me 2016 sortira à la suite de l'émission. Ce titre sort en CD single, en vinyle et picture disc et est disponible dans le coffret "The Fox Box", l'anthologie de la carrière de Samantha Fox en 2017.

### Nouveau départ musical (2018)
Samantha Fox fait son grand retour en 2018 avec un single intitulé Hot Boy, un titre synthpop rappelant le son des années 1980 et notamment le son eurobeat de Stock, Aitken et Waterman. Ce titre se voit décliner sous de nombreux remixes. Sam sort également un single pop/rock intitulé Tomorrow en duo avec le groupe de rock suedóis Nestor en septembre 2021.
Ce retour musical fait suite à l'autobiographie sortie fin 2017 où elle raconte ses succès et ses revers face aux médias et à son entourage proche. Le livre, intitulé Forever, est un succès au Royaume-Uni, et se retrouve vite en rupture de stock après deux jours de distribution. Une adaptation du livre en série télévisée est en cours de tournage. La série est co-produite par la chaîne Netflix et le rôle de Samantha Fox sera joué par plusieurs actrices en fonction des périodes de sa vie.
En parallèle, Samantha Fox continue à promouvoir sa musique en proposant des concerts principalement en Europe et en Amérique du Nord. Elle participe pour une seconde fois au spectacle musical Best Of 80 en France en 2019 et en 2020.

## Discographie officielle

### Singles
- 1983 : Rockin' With My Radio
- 1984 : Aim To Win
- 1984 : Holding
- 1986 : Touch Me (I Want Your Body)
- 1986 : Do Ya Do Ya (Wanna Please Me)
- 1986 : Hold On Tight
- 1986 : I'm All You Need
- 1986 : Holding (Réédition)
- 1987 : Nothing's Gonna Stop Me Now
- 1987 : I Surrender (To The Spirit Of The Night)
- 1988 : Naughty Girls (Need Love Too)
- 1988 : I Promise You (Get Ready)
- 1988 : True Devotion
- 1988 : Love House
- 1989 : I Only Wanna Be with You
- 1989 : I Wanna Have Some Fun
- 1990 : All I Wanna Do Is… (Feat. Full Force)
- 1991 : (Hurt Me ! Hurt Me !) But The Pants Stay On
- 1991 : Just One Night
- 1991 : Another Woman (Too Many People)
- 1991 : Spirit Of America
- 1991 : Come Outside (Feat. B. Brookes, L. Kershaw & F. Bruno)
- 1993 : Gimme Shelter (Feat. Hawkwind)
- 1995 : Go For The Heart
- 1997 : Let Me Be Free
- 1997 : The Reason Is You (One On One)
- 1997 : Santa Maria (Feat. DJ Milano)
- 1998 : Perhaps
- 2004 : Touch Me (Feat. Günther)
- 2005 : Naughty Girls (Feat. Solar City)
- 2005 : Sugar (Feat. Superchumbo)
- 2005 : Angel With An Attitude
- 2007 : I Give Myself To You
- 2007 : Touch Me 2007 (Feat. Santiago Cortes)
- 2008 : Midnight Lover
- 2009 : Touch Me 2009 (Feat. SleazeSisters)
- 2009 : Tomorrow (par Marc Mysterio ft. Samantha Fox)
- 2010 : Forever (par 4 Strings ft. Samantha Fox)
- 2010 : Call Me (de Blondie en duo avec Sabrina Salerno)
- 2011 : The Secret (Feat. Zante Dilemma)
- 2015 : Dance, Dance, Throw Ur Hands Up In The Air Air (Feat. Flavor Flav et The Party House Bullies)
- 2015 : Hot Stuff
- 2016 : Touch Me 2016
- 2018 : Hot Boy
- 2021 : Tomorrow (Nestor feat. Samantha Fox)

## Classements dans les palmarès

### Singles
| Année                     | Titre                                            | Drapeau de l'Italie | Drapeau de la France | Drapeau de la Suisse | Drapeau de l'Allemagne | Drapeau des États-Unis | Drapeau de la Norvège | Drapeau du Royaume-Uni | Drapeau de l'Australie | Drapeau de la Suède | Drapeau du Canada | Pays divers | Album                  |
| ------------------------- | ------------------------------------------------ | ------------------- | -------------------- | -------------------- | ---------------------- | ---------------------- | --------------------- | ---------------------- | ---------------------- | ------------------- | ----------------- | ----------- | ---------------------- |
| 1983                      | Rockin’ With My Radio                            | -                   | -                    | -                    | -                      | -                      | -                     | -                      | -                      | -                   | -                 | -           | —                      |
| 1984                      | Aim To Win                                       | -                   | -                    | -                    | -                      | -                      | -                     | -                      | -                      | -                   | -                 | -           | —                      |
| 1986                      | Holding                                          | -                   | -                    | -                    | -                      | -                      | -                     | -                      | -                      | -                   | -                 | -           | —                      |
| 1986                      | Touch Me (I Want Your Body)                      | 3                   | 4                    | 1                    | 4                      | 4                      | 1                     | 3                      | 1                      | 1                   | 1                 | 73          | Touch Me               |
| 1986                      | Do Ya Do Ya (Wanna Please Me)                    | 19                  | 20                   | 4                    | 5                      | 87                     | 6                     | 10                     | 18                     | 1                   | 27                | 29          | Touch Me               |
| 1986                      | Hold On Tight                                    |                     | -                    | 24                   | 31                     | -                      |                       | 26                     | 81                     | -                   | -                 | -           | Touch Me               |
| 1986                      | I’m All You Need                                 |                     | -                    | -                    | 67                     | -                      |                       | 41                     | -                      | -                   | -                 | -           | Touch Me               |
| 1986                      | Holding (Réédition)                              |                     | -                    | -                    | -                      | -                      | -                     |                        | -                      | -                   | -                 | -           | —                      |
| 1987                      | Nothing’s Gonna Stop Me Now                      | 3                   | 6                    | 2                    | 6                      | 80                     | 2                     | 8                      | 22                     | 7                   | 27                | 11          | Samantha Fox           |
| 1987                      | I Surrender (To The Spirit Of The Night)         | -                   | 18                   | 10                   | 21                     | -                      | -                     | 25                     | -                      | -                   | 35                | 22          | Samantha Fox           |
| 1988                      | Naughty Girls (Need Love Too)                    | -                   | -                    | -                    | 21                     | 3                      | -                     | 31                     | 66                     | -                   | 8                 | 8           | Samantha Fox           |
| 1988                      | I Promise You (Get Ready)                        | -                   | -                    | -                    | 40                     | -                      | -                     | 58                     | -                      | -                   | -                 | -           | Samantha Fox           |
| 1988                      | True Devotion                                    | -                   | -                    | -                    | 32                     | -                      | -                     | 62                     | -                      | -                   | -                 | -           | Samantha Fox           |
| 1988                      | Love House                                       | 14                  | 51                   | 19                   | 25                     | -                      | -                     | 32                     | -                      | -                   | -                 | -           | I Wanna Have Some Fun  |
| 1989                      | I Only Wanna Be with You                         | -                   | 10                   | 24                   | 25                     | 31                     | -                     | 16                     | 19                     | -                   | 12                | -           | I Wanna Have Some Fun  |
| 1989                      | I Wanna Have Some Fun                            | 34                  | 50                   | -                    | -                      | 8                      | -                     | 63                     | -                      | -                   | 10                | -           | I Wanna Have Some Fun  |
| 1990                      | All I Wanna Do Is…                               | -                   | -                    | -                    | -                      | -                      | -                     | -                      | -                      | -                   | -                 | -           | —                      |
| 1991                      | (Hurt Me ! Hurt Me !) But The Pants Stay On      | -                   | -                    | -                    | -                      | -                      | -                     | -                      | -                      | -                   | -                 | -           | Just One Night         |
| 1991                      | Just One Night                                   | -                   | -                    | -                    | -                      | -                      | -                     | -                      | -                      | -                   | -                 | -           | Just One Night         |
| 1991                      | Another Woman (Too Many People)                  | -                   | -                    | -                    | 46                     | -                      | -                     | -                      | -                      | -                   | -                 | -           | Just One Night         |
| 1991                      | Spirit Of America                                | -                   | -                    | -                    | -                      | -                      | -                     | -                      | -                      | -                   | -                 | -           | Just One Night         |
| 1991                      | Come Outside                                     | -                   | -                    | -                    | -                      | -                      | -                     | -                      | -                      | -                   | -                 | -           | —                      |
| 1993                      | Gimme Shelter                                    | -                   | -                    | -                    | -                      | -                      | -                     | -                      | -                      | -                   | -                 | -           | —                      |
| 1995                      | Go For The Heart                                 | -                   | -                    | -                    | -                      | -                      | -                     | 47                     | -                      | -                   | -                 | 13          | —                      |
| 1997                      | Let Me Be Free                                   | -                   | 3(2)                 | -                    | -                      | -                      | -                     | 188                    | -                      | -                   | -                 | 13          | 21st Century Sam Fox   |
| 1997                      | The Reason Is You (One On One)                   | -                   | -                    | -                    | -                      | -                      | -                     | -                      | -                      | -                   | -                 | -           | 21st Century Sam Fox   |
| 1997                      | Santa Maria                                      | -                   | -                    | -                    | -                      | -                      | -                     | 31                     | -                      | 47                  | -                 | 1           | —                      |
| 1998                      | Perhaps                                          | -                   | -                    | -                    | -                      | -                      | -                     | -                      | -                      | -                   | -                 | -           | 21st Century Sam Fox   |
| 2004                      | Touch Me (Günther Feat…)                         | -                   | -                    | -                    | -                      | -                      | 7                     | -                      | -                      | 1                   | -                 | 13          | —                      |
| 2005                      | Sugar (Superchumbo Feat…)                        | -                   | -                    | -                    | -                      | -                      | -                     | -                      | -                      | -                   | -                 | -           | —                      |
| 2005                      | Angel With An Attitude                           | -                   | -                    | -                    | -                      | -                      | -                     | -                      | -                      | -                   | -                 | -           | Angel With An Attitude |
| 2007                      | I Give Myself To You                             | -                   | -                    | -                    | -                      | -                      | -                     | -                      | -                      | -                   | -                 | -           | Angel With An Attitude |
| 2007                      | Touch Me 2007 (Santiago Cortes Feat…)            | -                   | -                    | -                    | -                      | -                      | -                     | -                      | -                      | -                   | -                 | -           | Angel With An Attitude |
| 2008                      | Midnight Lover                                   | -                   | -                    | -                    | -                      | -                      | -                     | -                      | -                      | -                   | -                 | 10 (1)      | Midnight Lover EP      |
| 2009                      | Touch Me 2009 (SleazeSisters Feat…)              | -                   | -                    | -                    | -                      | -                      | -                     | -                      | -                      | -                   | -                 | 20 (1)      | Greatest Hits & More   |
| 2009                      | Tomorrow (Marc Mysterio Feat…)                   | -                   | 87(2)                | -                    | -                      | -                      | -                     | -                      | -                      | -                   | -                 | 1           | Greatest Hits & More   |
| 2010                      | Forever (4 Strings Feat…)                        | -                   | -                    | -                    | -                      | -                      | -                     | -                      | -                      | -                   | -                 | -           | —                      |
| 2010                      | Call Me (Avec Sabrina Salerno)                   | 4(3)                | 15(2)                | -                    | -                      | -                      | -                     | -                      | -                      | -                   | -                 | -           | —                      |
| 2011                      | The Secret                                       | -                   | -                    | -                    | -                      | -                      | -                     | -                      | -                      | -                   | -                 | -           | —                      |
| 2015                      | Dance, Dance, Throw Your Hands Up In The Air Air | -                   | -                    | -                    | -                      | -                      | -                     | -                      | -                      | -                   | -                 | -           | —                      |
| 2015                      | Hot Stuff                                        | -                   | -                    | -                    | -                      | -                      | -                     | -                      | -                      | -                   | -                 | -           | —                      |
| 2016                      | Touch Me 2016                                    | -                   | -                    | -                    | -                      | -                      | -                     | -                      | -                      | -                   | -                 | -           | —                      |
| 2018                      | Hot Boy                                          | -                   | -                    | -                    | -                      | -                      | -                     | -                      | -                      | -                   | -                 | -           | —                      |
| 2021                      | Tomorrow                                         | -                   | -                    | -                    | -                      | -                      | -                     | -                      | -                      | -                   | -                 | -           | —                      |
| Numéro Un                 | Numéro Un                                        | -                   | -                    | 1                    | -                      | -                      | 1                     | -                      | 1                      | 3                   | 1                 |             |                        |
| Top dix                   | Top dix                                          | 3                   | 3                    | 3                    | 3                      | 3                      | 3                     | 3                      | 2                      | 1                   | 2                 |             |                        |
| Top vingt                 | Top vingt                                        | 2                   | 2                    | 1                    | -                      | -                      | -                     | 1                      | -                      | -                   | 1                 |             |                        |
| Entrée dans le classement | Entrée dans le classement                        | 1                   | 1                    | 2                    | 9                      | 3                      | -                     | 11                     | 3                      | 1                   | 3                 |             |                        |

|}
- (1) classement des titres les plus diffusés dans les clubs européens.
- (2) classement des titres les plus diffusés dans les clubs Français.
- (3) classement des titres les plus diffusés dans les clubs Italiens.

### Albums
| Année | Titre                  | Drapeau de la France | Drapeau de la Suisse | Drapeau de l'Allemagne | Drapeau du Royaume-Uni | Drapeau de la Norvège | Drapeau de la Suède | Drapeau des États-Unis | Drapeau du Japon | Drapeau de l'Australie | Drapeau de l'Autriche | Drapeau du Canada |
| ----- | ---------------------- | -------------------- | -------------------- | ---------------------- | ---------------------- | --------------------- | ------------------- | ---------------------- | ---------------- | ---------------------- | --------------------- | ----------------- |
| 1986  | Touch Me               | -                    | 4                    | 9                      | 17                     | 3                     | 5                   | 24                     | 40               | 20                     | -                     | 5                 |
| 1987  | Samantha Fox           | 21                   | 3                    | 16                     | 22                     | 3                     | 14                  | 51                     | 25               | 86                     | 12                    | 40                |
| 1989  | I Wanna Have Some Fun  | -                    | 28                   | -                      | 46                     | -                     | 50                  | 37                     | 37               | -                      | -                     | 33                |
| 1991  | Just One Night         | -                    | -                    | -                      | -                      | -                     | -                   | -                      | 92               | -                      | -                     | 53                |
| 1998  | 21st Century Sam Fox   | -                    | -                    | -                      | -                      | -                     | -                   | -                      | -                | -                      | -                     | -                 |
| 2005  | Angel With an Attitude | -                    | -                    | -                      | -                      | -                     | -                   | -                      | -                | -                      | -                     | -                 |

### Compilations
| Année | Titre                               | Drapeau du Japon |
| ----- | ----------------------------------- | ---------------- |
| 1987  | Sam's Collection                    | 28               |
| 1988  | "Sam Thing" Remixed                 | 35               |
| 1988  | The Megamix Album                   | 53               |
| 1992  | Greatest Hits 1986/1992             |                  |
| 2002  | Watching Me, Watching You 1995/2002 |                  |
| 2009  | Greatest Hits & More 1986/2009      |                  |
| 2014  | The Best Of Samantha Fox            |                  |
| 2017  | Play it Again, Sam (The Fox Box)    |                  |

## Videographie
- 1988 : Samantha Fox Making Music (Clips vidéo) VHS&LaserDisc
- 1989 : I Wanna Have Some Fun  (Clips vidéo) VHS&LaserDisc
- 1991 : Just One Night  (Clips vidéo) VHS&LaserDisc
- 1992 : Greatest Hits  (Clips vidéo) VHS&LaserDisc
- 1993 : Fighting Fit with Barry McGruigan (Fitness) VHS
- 1995 : Rock Dancer (Apparition) VHS&DVD
- 1996 : Calendar Girl (Reportage) VHS
- 1999 : The Match (Apparition) DVD
- 2001 : All Around The World (Clips vidéo + reportage) DVD
- 2005 : All Around The World US edition (Reportage) DVD
- 2017 : The Fox Box (Video Clips) DVD

## Télé réalité
Samantha Fox est très populaire dans les pays anglo-saxons. À défaut de revenir au sommet des classements des meilleures ventes de disques, Samantha préserve sa popularité en participant à des téléréalités. Souvent réservés aux célébrités cataloguées « has-been » en manque de reconnaissance, elle décide (malgré tout) d'y participer mais en choisissant scrupuleusement les émissions où elle interviendra. Elle participera à des télé-réalité exclusives qui ne dépasseront pas une saison, hormis le show I'm a Celebrity... Get Me Out of Here! qui a attiré plus de 9 800 000 téléspectateurs anglais au premier épisode.
- 2003 : The Club
- 2008 : Celebrity Wife Swap (Équivalent de l'émission française On a échangé nos mamans)
- 2009 : I'm a Celebrity... Get Me Out of Here! (Équivalent de l'émission française Je suis une célébrité, sortez-moi de là !)
- 2016 : Celebrity Big Brother

## Télévision
- 1989 : The Brit Awards - Présentatrice avec Mick Fleetwood : https://www.youtube.com/watch?v=BRTzgZagCrc
- 2010 : The Brit Awards - Présentatrice (ouverture de la cérémonie)